# Osiedle Paderewskiego (Rzeszów)
Osiedle Paderewskiego – osiedle nr XXI miasta Rzeszowa, usytuowane w dzielnicy Nowe Miasto. Dnia 1 stycznia 2010 r. liczyło 4340 mieszkańców, a według stanu na dzień 10 maja 2019 r. osiedle zamieszkiwało 4040 osób. Według stanu na 31 października 2019 r. osiedle liczyło 4009 mieszkańców.
Obszar osiedla: Al. Armii Krajowej (nr 1-7), Cytadeli Warszawskiej, Hubala, Geodetów, Krzyżanowskiego, Modrzejewskiej, Norwida, Obrońców Helu, Orkana, Ossolińskich, Paderewskiego Ignacego (nr 1 do 13 i 2 do 92), Pawlikowskiej – Jasnorzewskiej, Puszkina, Przybosia, Rejtana (nr 27 do końca), Struga, Szymanowskiego.